# Кубок Лугано 1963
Финал 2-го Кубка Лугано — Кубка мира по спортивной ходьбе прошёл 12—13 октября 1963 года в Варесе (Италия). Мужчины боролись за командный приз, который получала лучшая сборная по итогам заходов на 20 и 50 км. На старт вышли 36 ходоков из 6 стран мира.
Команды-участницы финала определились в предварительном раунде соревнований, который прошёл в различных городах в августе — сентябре 1963 года.
Каждая команда могла выставить трёх спортсменов в каждый из заходов. В зачёт Кубка Лугано у каждой сборной шли результаты всех участников на обеих дистанциях (очки спортсменам начислялись в зависимости от занятого места).
Сборная Великобритании сохранила титул победителя командного зачёта, уверенно опередив команду Венгрии. Лидер британцев Кеннет Мэттьюс вновь выиграл индивидуальный заход на 20 км.

## Предварительный раунд
Соревнования предварительного раунда прошли в августе — сентябре 1963 года в пяти городах: западногерманском Эссене, шведском Фредрикстаде, болгарской Софии, швейцарской Лозанне и французском Шаль-Лез-О. В финал проходила лучшая команда из каждого турнира.
От участия в предварительном раунде была освобождена Венгрия, в связи с эпидемией в стране.
| Место | Команда | Очки |
| ----- | ------- | ---- |
| 1     | ФРГ     | 32   |
| 2     | Бельгия | 11   |

| Место | Команда  | Очки |
| ----- | -------- | ---- |
| 1     | Швеция   | 48   |
| 2     | Дания    | 26   |
| 3     | Норвегия | 17   |

| Место | Команда      | Очки |
| ----- | ------------ | ---- |
| 1     | Чехословакия | 24   |
| 2     | Болгария     | 20   |

| Место | Команда   | Очки |
| ----- | --------- | ---- |
| 1     | Италия    | 30   |
| 2     | Швейцария | 14   |

| Место | Команда        | Очки |
| ----- | -------------- | ---- |
| 1     | Великобритания | 25   |
| 2     | Франция        | 19   |

## Расписание
| Дата            | Заход         |
| --------------- | ------------- |
| 12 октября 1963 | 20 км мужчины |
| 13 октября 1963 | 50 км мужчины |

## Медалисты
Сокращения: WR — мировой рекорд | AR — рекорд континента | NR — национальный рекорд | CR — рекорд соревнований
| Дисциплина              | Золото | Золото     | Серебро                                                                                      | Серебро | Бронза                                                                                                 | Бронза  |
| ----------------------- | --- | ---------- | -------------------------------------------------------------------------------------------- | ------- | --- | ------- |
| 20 км                   | Кеннет Мэттьюс Великобритания                                                                                  | 1:30.11 CR | Пол Найхилл Великобритания                                                                   | 1:33.19 | Антал Кишш Венгрия                                                                                     | 1:33.38 |
| 50 км                   | Иштван Хаваши Венгрия                                                                                          | 4:14.25 CR | Рэй Миддлтон Великобритания                                                                  | 4:17.16 | Ингвар Петтерссон Швеция                                                                               | 4:19.11 |
| Кубок Лугано (20+50 км) | Великобритания · Кеннет Мэттьюс · Пол Найхилл · Джон Эджингтон · Рэй Миддлтон · Рональд Уоллворк · Чарльз Фогг | 93 очка    | Венгрия · Антал Кишш · Иштван Дёри · Тибор Балайча · Иштван Хаваши · Ференц Теш · Бела Динес | 64 очка | Швеция · Эрик Сёдерлунд · Йон Люнгрен · Леннарт Бак · Ингвар Петтерссон · Рой Сюверсон · Стиг Линдберг | 63 очка |